# Lee Atwater
Harvey LeRoy "Lee" Atwater (Atlanta, 27 febbraio 1951 – Washington, 29 marzo 1991) è stato un politico statunitense.
Stratega e consulente politico per il Partito Repubblicano, è stato consigliere dei presidenti repubblicani degli Stati Uniti Ronald Reagan e George H. W. Bush e presidente del Comitato Nazionale Repubblicano. Atwater ha suscitato polemiche per le sue aggressive tattiche di campagna, in particolare la strategia del Sud. Era anche attivo come cantante R&B-blues e ha pubblicato l'album Red Hot & Blue nel 1990. Nel 1990 gli venne diagnosticato un astrocitoma al terzo grado. Nei mesi successivi disse di essersi convertito al cattolicesimo e inviò una serie di lettere pubbliche di ravvedimento ad individui a cui si era opposto durante la sua carriera politica. Si è spento nel 1991 a causa di un tumore al cervello all'età di 40 anni.